# Viaduto Bulhões
O Viaduto Bulhões, popularmente conhecido como Viaduto dos Arcos, é um viaduto que fica localizado no km 292 da Rodovia Presidente Dutra, em Porto Real, RJ. No sentido São Paulo-Rio, este viaduto delimita o final do famoso retão de Resende.
O viaduto foi construído durante 1946 a 1951, por Eurico Gaspar Dutra. Funcionou até 29 de Outubro de 2009, quando iniciou-se a obra de modernização do viaduto Bulhões, onde o mesmo perdeu os seus famosos arcos. Como alargamento da ponte, inclusão da faixa de segurança e acostamento, reforço de estruturas e substituição da pavimentização e o custo de 7 milhões de reais. Esse viaduto é desde 1951 o cartão postal do município de Porto Real. A ponte foi reinaugurada em Outubro de 2010. A última obra de modernização antes foi na proteção mudando de grade de concreto com duas muretas verticais de ferro para muro de proteção em Julho de 2001. No dia 19 de janeiro de 2011 o viaduto completou 60 anos. O custo da obra de restauração e retrofit do Viaduto custou 7 milhões de reais.